# Holland Park (stacja metra)
Holland Park – stacja londyńskiego metra położona na trasie Central Line pomiędzy stacjami Shepherd’s Bush a Notting Hill Gate. Znajduje się w dzielnicy Holland Park w gminie Kensington and Chelsea, w drugiej strefie biletowej.
Nazwa stacji pochodzi od sąsiadującego Holland Park, nazwa odnosi się również do okolicy parku i stacji. Została otwarta 30 lipca 1900 roku, a jej przebudowa nastąpiła w latach 90. XX wieku.
28 lipca 1958 w wyniku pożaru pociągu na stacji, zginęła jedna osoba.

## Galeria

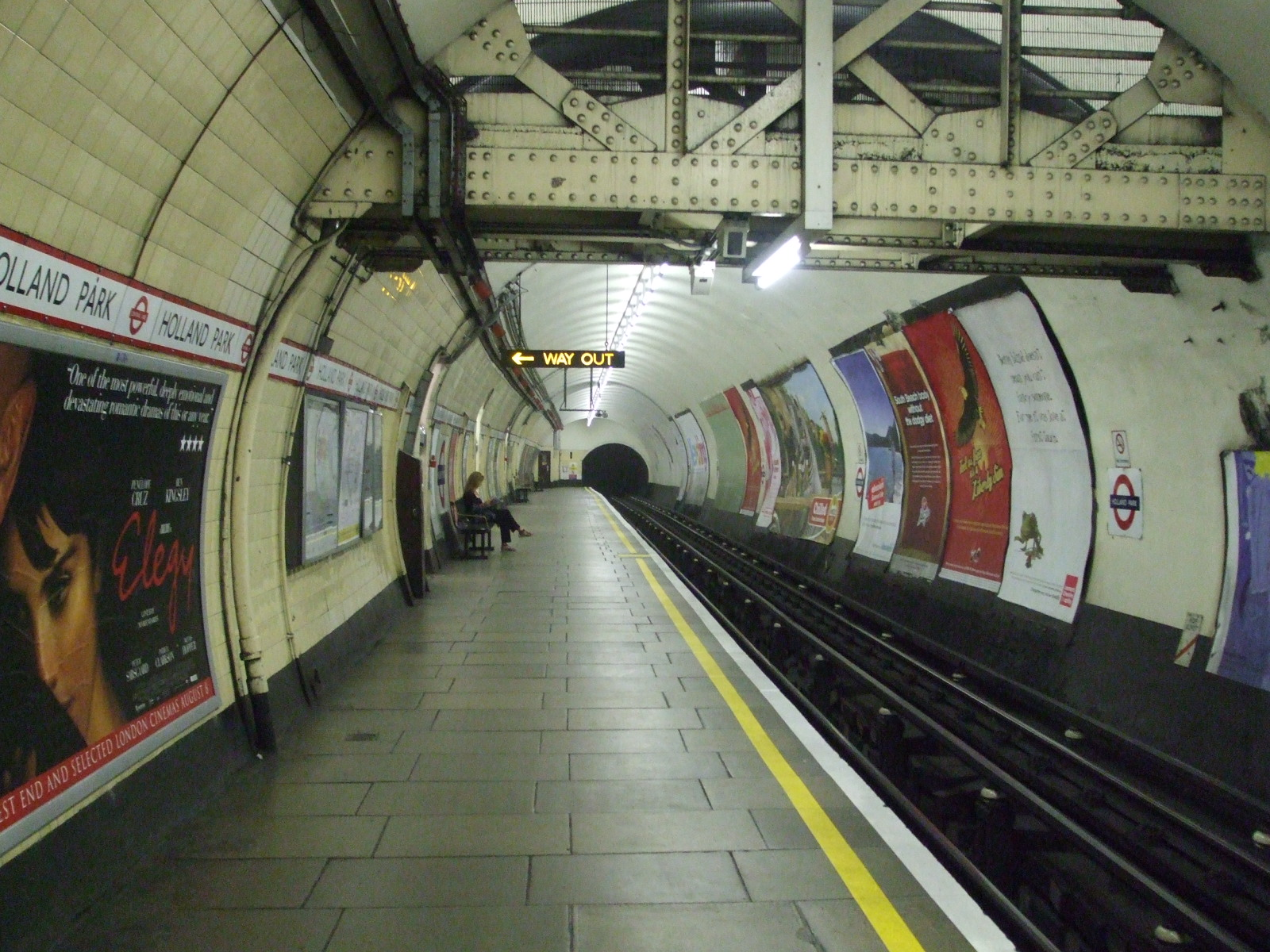
Platforma w kierunku wschodnim
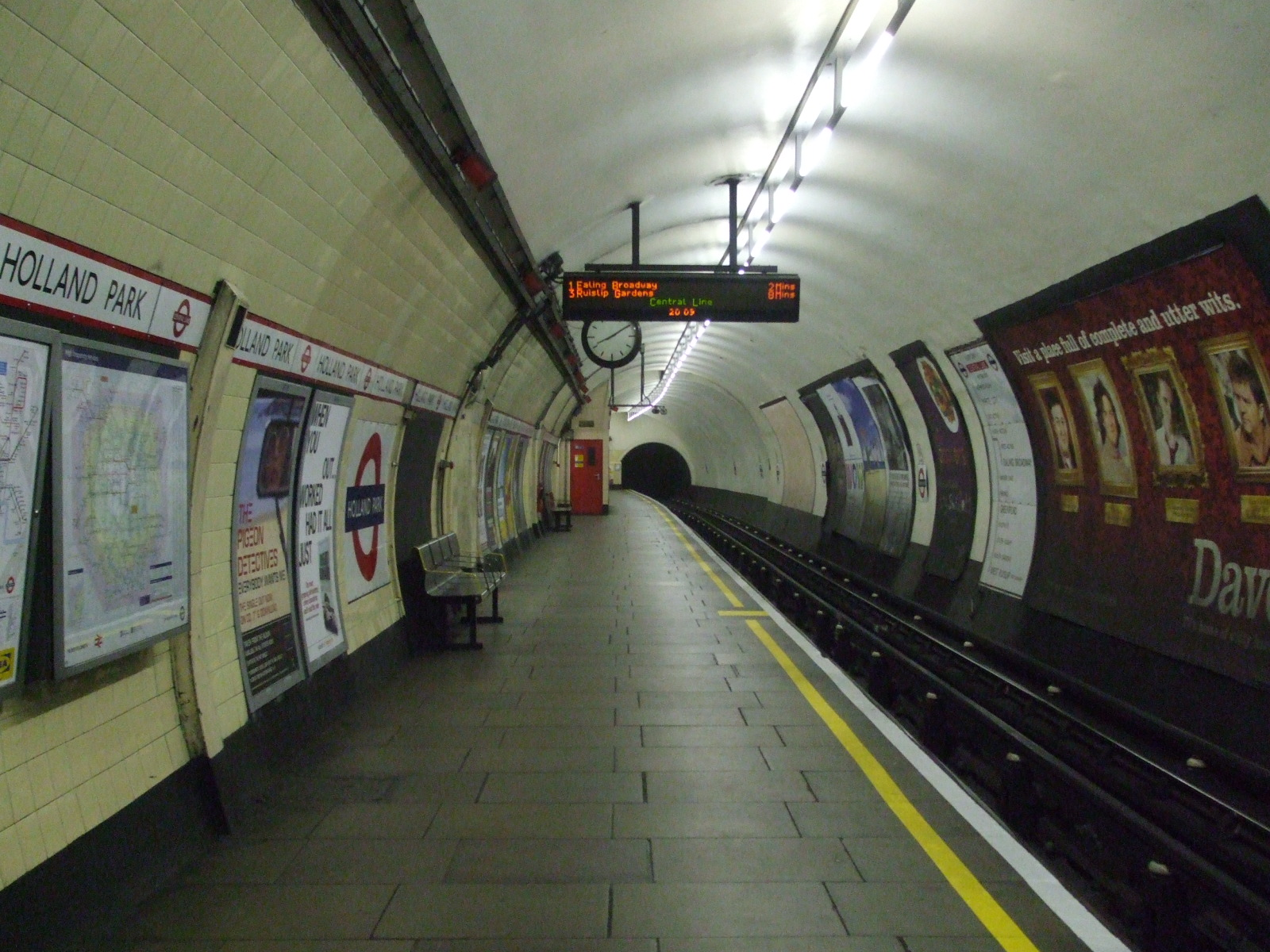
Platforma w kierunku zachodnim
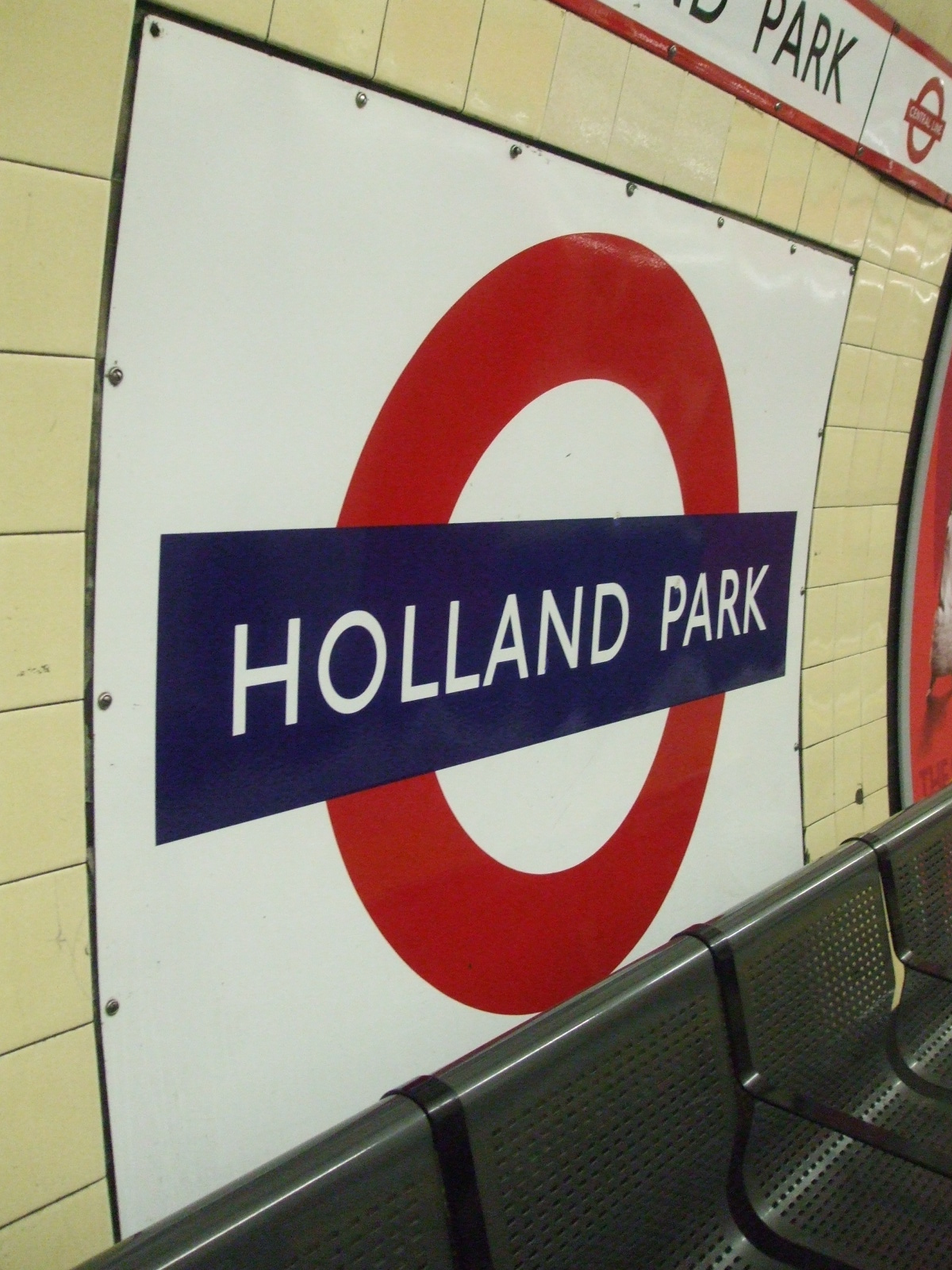
Symbol stacji

## Połączenia
Stacja obsługiwana jest przez linie autobusowe 31, 94, 148 i 228.